# Ophiactis virens
Ophiactis virens is een slangster uit de familie Ophiactidae.
De wetenschappelijke naam van de soort werd in 1857 gepubliceerd door Michael Sars.